# Саканіа
Саканіа (фр. Sakania) — місто в провінції Верхня Катанга Демократичної Республіки Конго.
У 2010 році населення міста за оцінками становило 9650 осіб. Саканіа є вузловою залізничною станцією на залізниці, що сполучає ДР Конго з Замбією. Біля міста знаходиться Прикордонна шахта (Frontier Mine), де видобувається мідна руда.
Місто розташоване на висоті 1278 м над рівнем моря, тому тут переважає прохолодний клімат. У 1949 році була зафіксована найнижча температура в історії метеорологічних спостережень в країні −1,5 °С.